# Kunettijärvi
Kunettijärvi är en sjö i Finland. Den ligger i kommunen Rovaniemi i landskapet Lappland, i den norra delen av landet, 800 km norr om huvudstaden Helsingfors. Kunettijärvi ligger 233,6 meter över havet. Arean är 27,7 hektar och strandlinjen är 2,54 kilometer lång. Sjön  ingår i Kemi älvs huvudavrinningsområde. 